# Пламен Орешарски
Пламен Василев Ореша̀рски е български политик, финансист и преподавател в УНСС и НБУ. От 29 май 2013 г. до 6 август 2014 г. оглавява правителството на Република България с мандат на БСП и с подкрепата на ДПС и „Атака“, избран от XLII обикновено народно събрание.

## Биография

### Произход и образование
Пламен Орешарски е роден на 21 февруари 1960 г. в град Станке Димитров (днешна Дупница). Прекарва детството си в Бобов дол, където живее семейството му. Фамилията Орешарски се преселва от македонския край в село Фролош, Дупнишко, където са родени двамата братя на Пламен – Симеон и Милети. След завършване на основното си образование в ОУ „Никола Вапцаров“ в Бобов дол той продължава образованието си в математическа гимназия в София. През 1985 г. завършва Висшия икономически институт „Карл Маркс“ (сега Университет за национално и световно стопанство (УНСС)) в София със специалност „Финанси и кредит“.
В периода 1988 – 1992 г. прави докторантура по „Инвестиции и инвестиционен анализ“ в УНСС. Получава допълнителна квалификация по банково управление в САЩ и по емитиране на държавни ценни книжа в банка Нейшънъл сейвингс енд инвестмънтс (на английски: National Savings and Investments), Великобритания. От 1992 до 1993 г. преподава в УНСС като заместник-ръководител на катедра „Финанси“. От 2001 до 2005 г. е заместник-ректор, преподава „Финансово управление“, „Инвестиции“, „Инвестиционен анализ“. Преподавател е и в Нов български университет.

### Професионална кариера
В периода 1993 – 1997 г. оглавява Управление „Държавно съкровище и дълг“ към Министерството на финансите. Под негово ръководство е поставено и началото на отпечатването на бандероли, като технически е осигурен цялостният процес на производство на този специфичен вид книжа. Пламен Орешарски е инициатор на концепцията за създаване на „държавно съкровище“, която е реализирана в следващите години. Част от функциите на ръководената от него дирекция са свързани с цялостния надзор и регулация на небанковия финансов сектор. Подчиненото му звено отговаря и за цялостния разрешителен режим за отпечатване на ценни книжа в България, в т.ч. акциите, включително уредбата на акционерните дружества в България.

### Политическа кариера

#### Зам.-министър на финансите
От 1997 до 2001 г. е заместник-министър на финансите в правителството с мандат на СДС и министър-председател Иван Костов. Неговият ресор е управление на държавния дълг и финансови пазари; управление на пазара на ценни книжа в България. Под неговото ръководство се обединяват дейностите по управление на вътрешния и външния дълг. Създава се единно звено по управление на държавните дългове. За целта е изграден цялостен регистър на държавния дълг. Той е автор на първата публично обявена стратегия за управление на дълга, както и на концепцията за създаване за специален закон за държавния дълг. Ръководи преговорите за уреждането на дълговите взаимоотношения с Испания, Италия, Полша, Германия, Австрия и Холандия, като всички подписани споразумения предвиждат редукции, разсрочване и благоприятни условия на изплащане на дълговете, наследени от дореформения период. Пламен Орешарски е член на екипа, осъществил въвеждането на механизма на Валутния борд в България.
От 2002 до 2003 г. е заместник-председател на Националния изпълнителен съвет на СДС. Определен е за кандидат за кмет на София от СДС за местните избори през 2003 г., но по повод срещата му с бизнесмена Васил Божков избухва публичен скандал и кандидатурата му е снета. Малко след това напуска партията.
Взема участие в колектива, подготвил първия икономически доклад за президента Георги Първанов през 2004 г.

#### Министър на финансите
От 17 август 2005 г. е министър на финансите в кабинета на Тройната коалиция, където е единственият министър, който не е представител на нито една от трите управляващи партии. Разработваната от Пламен Орешарски и утвърдена от правителството и парламента данъчна политика е в интерес на конкурентоспособността на реалната икономика и в подкрепа на фискалната сигурност. През 2007 г. данъчната ставка за корпоративния данък печалба е намалена на 10%. Облагането на доходите на физическите лица е изравнено и става също 10% чрез промяна, направена през 2008 г. (с други думи е въведен плосък данък).
Осъществява една от най-големите реформи в държавната администрация като трансформира данъчната администрация в Национална агенция по приходите. По този начин са обединени функциите по събиране на данъци и осигурителни вноски и функциите за местните данъци са делегирани на общините. Признание за успеха на тази реформа е независимото изследване на Световната банка от 2007 г., в което България е на 10-о място сред държавите топ-реформатори. Като министър на финансите на нова страна-членка на Европейския съюз, под негово ръководство са разработени и одобрени от ЕК важните стратегически документи на страната – Националната програма за реформи и конвергентните програми.
През периода 2009 – 2013 г. е народен представител от гражданската квота на Коалиция за България в XLI и XLII народно събрание.

#### Министър-председател
Номиниран е за министър-председател с мандата на Коалиция за България през май 2013 г. след предсрочни парламентарни избори. Формално не членува в политически партии от коалицията. Номинацията му, както и изборът му на членовете на правителството, предизвикват протест на 28 май 2013 още преди гласуването на правителството в Народното събрание. От 29 май 2013 г. е министър-председател, избран с гласовете на БСП и ДПС, с осигурен кворум от Атака и лично от Волен Сидеров, след като депутатите от ГЕРБ отказват да влязат в парламента.
Посещава зимните олимпийски игри в Сочи на 7 – 8 февруари 2014 г. Среща се със спортистите и руския премиер Дмитрий Медведев.
На 23 юли 2014 г., в деловодството на Народното събрание постъпва оставката на оглавяваното от министър-председателя на Република България Пламен Орешарски правителство. Тя е включена в дневния ред на Народното събрание и е приета на 24 юли 2014 г.

#### Кандидат за президент
През 2016 година Орешарски се включва в кандидат-президентската надпревара. Това се оказва изненадващо за наблюдатели, ресорни журналисти и представители на политически партии. Кандидатурата му е издигната от инициативен комитет, в който няма познати на широката общественост имена. В обширно интервю за сутрешния блок на Нова телевизия на 30 септември 2016 той отрича да е скрита кандидатура на ДПС и повтаря заявена вече позиция, че сам е решил да се кандидатира. Три седмици по-късно ДПС официално заявява подкрепата си за Орешарски.

## Номинации и награди
- Финансов министър на развиващите се икономики на Европа, английско списание „Emerging Markets“, 2007
- Номинация сред 10-те топ-реформатори глобален мащаб, Световна банка, 2008
- Почетен знак от организаторите на международното финансово изложение „Банки, инвестиции и пари“ за цялостния принос на министъра на финансите към изданието
- Специална награда и звание „Рицар на книгата“ от Асоциация „Българска книга“. Отличието е за ползотворния диалог с книгоиздателите за техните проблеми и проявата на разбиране.
- Награда „Личност на годината за 2007 г.“, връчена от Дона Стайгър, съветник към Конгреса и Сената на САЩ и председател на Международния трибунал за престъпления срещу човечеството в областта на хората с увреждания. Наградата е за проявеното от министъра на финансите разбиране и толерантност към хората с увреждания, чрез упражняване на принципа на социално партньорство.
- Награда „Златно перо“ – под негов патронаж цикълът концерти „Концертмайсторите“ постига изключителен успех и печели много нови приятели и почитатели на класическата музика.

## Прогнози
През септември 2008 г., в качеството си на министър на финансите, неправилно преценява световната икономическа обстановка, като прави изявление, че „терминът „криза“ е доста силна дума, това, което наблюдаваме от повече от една година, се отчита по-скоро като турбуленции на международните пазари“. Последвалите събития показват, че това е най-голямата световна криза от Голямата депресия през 1929 дотогава.

## Противоречия
Докато е министър на финансите, по време на учителска стачка през 2007 г., разговаря с министъра на просветата Даниел Вълчев, като без да подозират, че пред тях има работещ микрофон, двамата обсъждат какво да предприемат. Така Орешарски изтървава превърналата се в крилата фраза „Дай да разваляме седенката!“, след което двамата министри открито обсъждат намерението си да размотават преговорите. Скандалният запис се излъчва по всички телевизионни канали, става популярен и сред интернет потребителите. Въпреки безпрецедентния гаф, нито един от двамата министри не подава оставка.
На 14 юни 2013 година правителството на Орешарски издига кандидатурата на Делян Пеевски за председател на ДАНС пред парламента. Изборът на представител на олигархичните кръгове, който е медиен магнат и народен представител от ДПС води до спонтанни общонационални протести, както и критика от редица неправителствени организации в България. Няколко дни по-късно Народното събрание приема оставката на Делян Пеевски, но Пламен Орешарски отказва да съобщи кой е внушил издигането на кандидатурата му. Въпреки че Пеевски е оттеглен от поста, протестите срещу Пламен Орешарски и неговия кабинет продължават една година до 14 юни 2014 г.
На 15 ноември 2013 година прави изявление, че „по отношение на длъжностни лица, за които вие казахте, че има информация, че работят срещу правителството – стремим се да подбираме най-добрите кадри, сигурно не винаги успяваме, за да може да освободим администрацията от политически пристрастни фигури“. В резултат на това адвокат Михаил Екимджиев, председател на Асоциацията за европейска интеграция и права, внася искане за сезиране на главния прокурор. Според чл. 169 „б“ и 169 „в“ от Наказателния кодекс, се определят 5 години затвор за длъжностните лица, които чрез насилие и заплахи пречат на хората да упражняват политическите си права. „Заплаха за уволнение на протестиращи държавни служители от страна на г-н премиера сама по себе си създава основателен страх и пречи за свободно упражняване на правата на мирно събиране и изразяване на мнение, защитени от чл. 43 ал.1 и чл. 39 ал. 1 от Конституцията на Република България“, се казва в сигнала на асоциацията.

## Семейство
Пламен Орешарски е женен за Елка Георгиева Орешарска, с която имат син – Десислав.

## Публикации
Студии, статии и професионални коментари – над 100 публикации в специализираната литература.
- Финансов анализ и управление на инвестициите, Пламен Орешарски, 1992
- Цени и възвръщаемост на финансовите инвестиции, Пламен Орешарски, „Люрен“, 1994